# J. J. Hurtak
J.J. Hurtak (rojen kot James Joachim Hurtak), ameriški družboslovec, jezikoslovec, futurist, mistik, psevdo-znanstvenik s področja genetike, medicine in kvantne mehanike, pisec, * 1940, ZDA.

## Življenjepis in izobrazba
Hurtakovo delo obsega raznolik nabor disciplin, ki vključujejo tudi okoljske vede, mednarodno pravo s področja vesolja, pa tudi daljinsko zaznavanje  in nekonvencionalne hipoteze na področju planetologije, arheologije, mistike (zlasti  na kabali osnovane ideje o gematriji ter merkabi), psevdo-znanstvenih pristopov, religije in filozofije. Hurtak skuša preko Akademije za znanost prihodnosti (Academy for Future Science) na mednarodni ravni spodbuditi ljudi, da bi sprejeli nove in pojavljajoče se tehnologije.
Hurtak je obiskoval Univerzo v Minnesoti, kjer je magistriral in doktoriral na področju zgodovine in orientalskih študij (diplomiral 1968, podiplomskski študij končan 1990). Na Hurtakov intelektualni razvoj je po njegovih trditvah močno vplival dogodek iz 02. na 03. januar 1973, ko naj bi se pred njim pojavil ofanimski angel Enoh, ki naj bi ga skozi duhovno potovanje pripeljal do arhangela Metatrona. Iz  svojih duhovnih spoznanj je že leta 1973 napisal uspešnico »Knjiga znanja: Enohovi ključi«, ki med obravnava področje merkavskega misticizma ter obstoj tim. aksiatonalnih linij. Preko teh informacij je J.J. Hurtak močno vplival na razvoj duhovnih metod, ki uporabljajo aksiatonalne linije, npr. na ponovno povezavo, kvantno bioenergijo in na Tesla metamorfozo. Leta 1977 je na Univerzi Kalifornije doktoriral s področja družboslovnih ved in jezikoslovja. Leta  1992 je na Lutrovem semenišču (Luther Seminary) magistriral iz teologije in sicer s tezo o strukturi zgodnje koptščine.
Bil je član akademikov na Kalifornijskem inštitutu znanosti in umetnosti s področja kritičnih študij in je direktor in scenarist nagrajenega filma o merkavskem misticizmu »Merkaba: Potovanje zvezdnega semena«  (1998), Pojavil se je v več dokumentarnih filmih, vključno s filmom »Glasovi iz Amazonije in onkraj« (2012; Voices of the Amazon and Beyond), »Skrita roka (2013; The Hidden Hand) in »Sončno revolucijo (2012; Solar Revolution). Hurtak je sodeloval tudi z znano jazzovko Alice Coltrane pri pripravi njenega albuma »Sveti jezik vnebohoda (2007; Sacred Language of Ascension) in s Stevenom Halpernom za album »Sveto ime, svete kode« (2012; Sacred Name Sacred Codes). 
Hurtak je napisal ali prevedel preko petnajst knjig, vključno s komentarji o  starodavnih mističnih in gnostičnih besedilih kot je Pistis Sophia. Leta 2006 je bil skupaj s fizikom Russellom Targom soavtor knjige »Konec trpljenja: življenje brez strahov v času preizkušenj (The End of Suffering: Fearless Living in Troubled Times). Bil je svetovalec pri uspešnici  Sidney Sheldon »Zarota o poslednjem dnevu« (The Doomsday Conspiracy).
Leta 1970 je Hurtak sodeloval v Centru za študije demokratičnih institucije (Center for the Study of Democratic Institutions). Hurtak trdi, da išče sodelovanje med znanostjo in osveščenostjo. Nekatera Hurtakova dela so po svoji naravi metafizična in  usmerjena v misticizem, dopolnjena z obsežnim delom na področju primerjalnih religij in raziskovanj na področju zunajzemeljskega življenja. Leta 1995 je bil govornik v  Washingtonu na zgodovinsko gledano prvi mednarodni konferenci o zunajzemeljskem življenju »Ko se srečajo vesoljne kulture« (When Cosmic Cultures Meet), prispeval pa je tudi  v Journal of Space Law, ki ga izdaja Nacionalni center za daljinsko raziskovanje in mednarodno pravo s področja ozračja in vesolja (National Center for Remote Sensing, Air and Space Law) in v Annals of Air and Space Law, ki ga izdaja McGillova univerza.

## Akademija za znanost prihodnosti
Leta 1974 sta J.J. Hurtak in njegova žena osnovala Akademijo za znanost prihodnosti ("Academy for Future Science" ali AFS), ki je neprofitna organizacija, ki podpira tehnološko raziskovanje, okoljske študije in filozofijo.  
Skupaj z drugimi je leta 2002 v Johannesburgu na Svetovnem srečanju združenih narodov za trajnostni razvoj predstavil nove  tehnologije, prav tako pa je bil tudi govornik  na »60th Annual DPI/NGO Conference on Climate Change« v   New Yorku leta  2007, kjer je predlagal nove metode za čiščenje voda v deželah v razvoju. Hurtak je bil leta 2012 govornik priOZN na konferenci  »Rio +20 Conference on Sustainable Development.«

## Izbrana dela (z originalnimi naslovi)

### Članki
- Hurtak, J. J. (1988), »The Use of Remote Sensing and Electromagnetic Sound Penetration in the Study of Fault Zones«, Proceedings of the Nineteenth Lunar and Planetary Society Science Conference, Lyndon B. Johnson Space Center, Houston, TX: NASA: Lunar and Planetary Institute, str. 519–520
- Hurtak, J. J. (1993), »Hydrogen: The fuel for the future«, Proceedings of the International Symposium on New Energy. International Association for New Energy. (April 16–18), Fort Collins, CO.: Colorado State University, str. 445–458
- Hurtak, J. J. (1995), »Energy Technologies for the 21st Century: Substitutes for Fossil Fuel«, Proceedings of the 30th Intersociety Energy Conversion Engineering Conference. (July 30-August 4), zv. 2, str. 433–439
- Hurtak, J. J. (1998), »Legislation and Space Law Concepts Proposed for the Eventual Industrialization of Mars by Man«, Proceedings of The Founding Convention of the Mars Society (August 13–16), University of Colorado, Boulder, CO., str. 853–864
- Hurtak, J. J. (2001), »Awakening to our Consciousness Identity«, Research News and Opportunities in Science and Theology, Durham, North Carolina, 1 (7): 16, ISSN 1530-6410
- Hurtak, J.J.; Desiree, Hurtak (7. maj 2010), »Understanding the Consciousness Field« (PDF), The Open Information Science Journal, 2011 (3): 23–27, pridobljeno 5. januarja 2014[mrtva povezava]
- Hurtak, J.J.; Elizabeth A., Rauscher; D.E., Hurtak (2013), »Universal Scaling Laws in Quantum Theory and Cosmology«, The Physics of Reality; Space, Time, Matter, Cosmos — Proceedings of the 8th Symposium Honoring Mathematical Physicist Jean-Pierre Vigier, World Scientific Publishing Co. Pte. Ltd., str. 376–387, ISBN 9789814504782

### Knjige
- Hurtak, J.J. (1970). Gnosticism: Mystery of Mysteries. Los Gatos, CA: Academy for Future Science. ISBN 096034506X.
- Hurtak, J.J. (1973). The Book of Knowledge: The Keys of Enoch. Los Gatos, CA: Academy for Future Science. ISBN 0960345043.
- Hurtak, J.J.; Brian Crowley (1986). The Face on Mars. Australia: MacMillan. ISBN 0725105135.
- Hurtak, J.J.; Desiree Hurtak (1999). Pistis Sophia: A Coptic Text of Gnosis with Commentary. Los Gatos, CA: Academy for Future Science. ISBN 1892139030.
- Hurtak, J.J.; Russell Targ (2006). The End of Suffering: Fearless Living in Troubled Times. Charlottesville, VA: Hampton Roads Publishing. ISBN 1571744681.

### Filmi
- Voice of Africa: Study of a Zulu Shaman (with Susan Cochran) (1987)
- Merkabah: Voyage of a Star Seed (1998)
- Initiation (2003)
- The Light Body: Divine Image in Humanity (2005)
- Voice of Africa: Credo Mutwa (2013)

### Glasba
- The Living Capstone (s Paulom Thomasom Burnsom) (1997)
- The Opening of the Great Pyramid (s Paulom Thomasom Burnsom) (2007)
- Rea Ho Boka (z Mighty Voice Cultural Choir, Južna Afrika) (2009)
- Three pieces (z Jocelyn B. Smith), uprizorjeno na Das Zeitzeugenkonzert (Nemški simfonični orkester, Berlin) (2010)[24]
- Sacred Name Sacred Codes (s Stevenom Halpernom) (2012)